# Juliette Wagner
Juliette Wagner, auch Julietta Wagner (* 19. Dezember 1868 in Dresden; † 19. Juli 1937 in Lüttringhausen-Tannenhof), war eine deutsche Porträtmalerin der Düsseldorfer Schule.

## Leben
Juliette Wagner, Tochter des Düsseldorfer Historien- und Marinemalers Karl Wagner und Bruder des Landschafts- und Marinemalers Cornelius Wagner, erhielt eine künstlerische Ausbildung bei ihrem Vater sowie bei Carl Gehrts und Arthur Kampf. In München war sie Schülerin von Ludwig von Herterich und Franz von Lenbach. Wagner war in Düsseldorf tätig. Dort wohnte sie 1910 in der Immermannstraße 30 bei ihren Eltern, während sich ihr Atelier in der Jägerhofstraße 26 befand. Sie malte hauptsächlich Bildnisse, zumeist als Pastellmalerei, gelegentlich auch Marinen. Bereits 1889 war sie durch ein Bildnis in einer Ausstellung der Galerie von Eduard Schulte in Düsseldorf vertreten. Sie engagierte sich für Verwundete des Ersten Weltkriegs. Infolge schwerer Überanspannung wurde sie geisteskrank.
1995 widmete das Stadtmuseum Düsseldorf ihr und ihrem Vater eine Sonderausstellung von Porträts.